# Jules Bianchi
Jules Lucien André Bianchi (Niza, Francia, 3 de agosto de 1989-ib., 17 de julio de 2015), más conocido como Jules Bianchi, fue un piloto francés de automovilismo. En 2012 debutó en la Fórmula 1 como tercer piloto de la escudería Force India, y en las temporadas 2013 y 2014 fue piloto titular con el equipo Marussia.

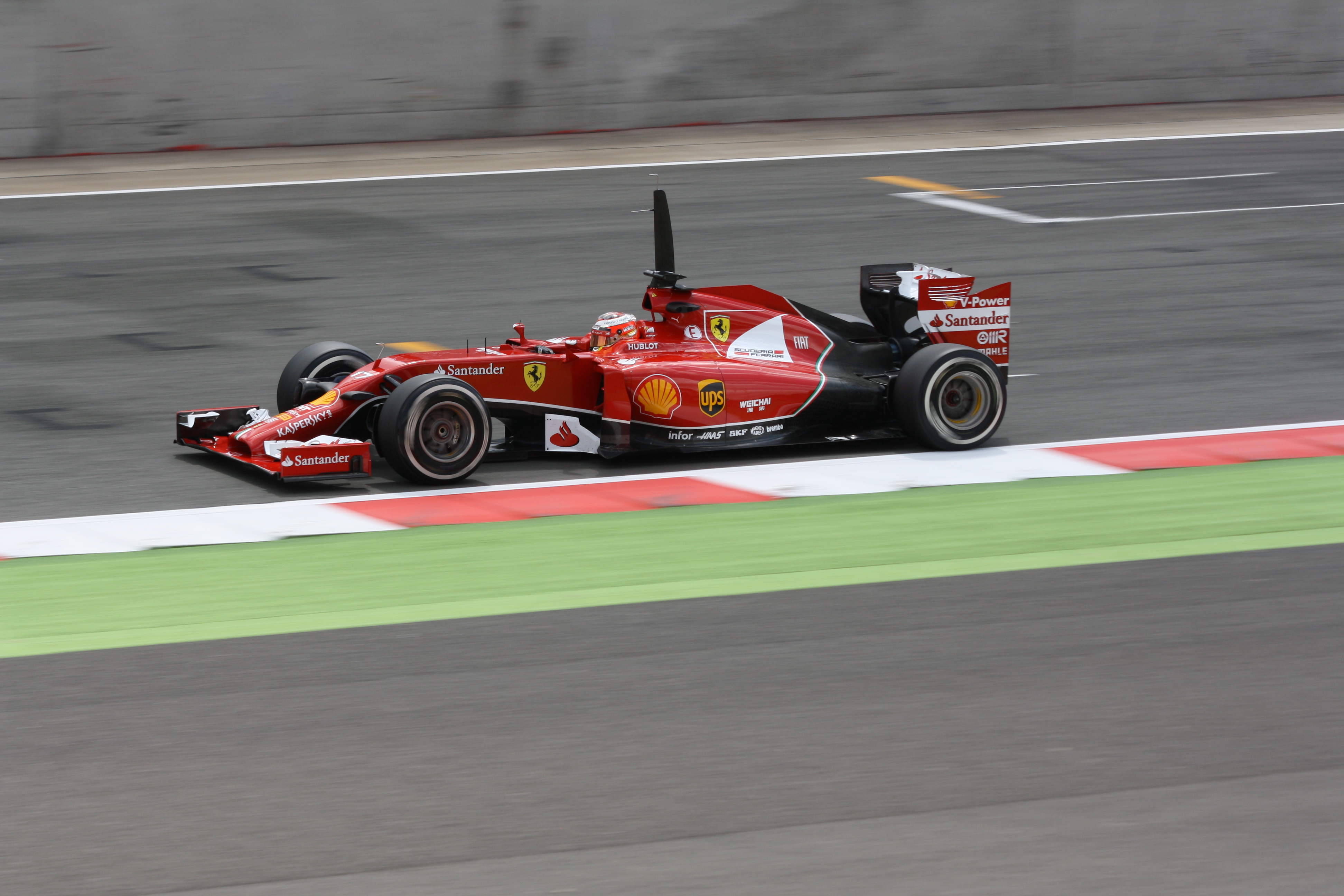
Jules Bianchi probando el Ferrari F14 T en Silverstone.

En su primer año en monoplazas, fue campeón de la Fórmula Renault 2.0 Francesa. En 2008 y 2009 participó en Fórmula 3 Euroseries logrando el título el segundo año, convirtiéndose también en el primer piloto en ingresar a la Academia de pilotos de Ferrari. En 2010 y 2011 compitió en GP2 Series, logrando una victoria y diez podios, y obteniendo la tercera posición en ambos campeonatos, y también resultó subcampeón de GP2 Asia Series en 2011 y de Fórmula Renault 3.5 Series en 2012.

## Carrera

### Fórmula Renault
En 2007, Bianchi dejó el kárting y corrió en Francia en la Fórmula Renault 2.0 para SG Fórmula, donde terminó como campeón.

### Fórmula 3
Fue contratado para conducir para la Euroseries 3000 con el equipo ART Grand Prix a finales de 2007. Bianchi estaba últimamente dirigido por el jefe de ART Nicolás Todt, director del piloto de Fórmula 1, Felipe Massa.
En 2008, Bianchi ganó el Masters de Fórmula 3 de Zolder y también terminó tercero en la temporada 2008 de la Fórmula 3 Euroseries.
Bianchi continuó en la Fórmula 3 Euroseries en 2009, junto con sus compañeros de equipo Valtteri Bottas, Esteban Gutiérrez y Adrien Tambay. Con ocho victorias, Bianchi selló el título a falta de una ronda, en Dijon-Prenois. Luego añadió un noveno triunfo en la ronda final en Hockenheimring. También condujo en la Fórmula Renault 3.5 Series en Mónaco.

### GP2 y Fórmula Renault 3.5

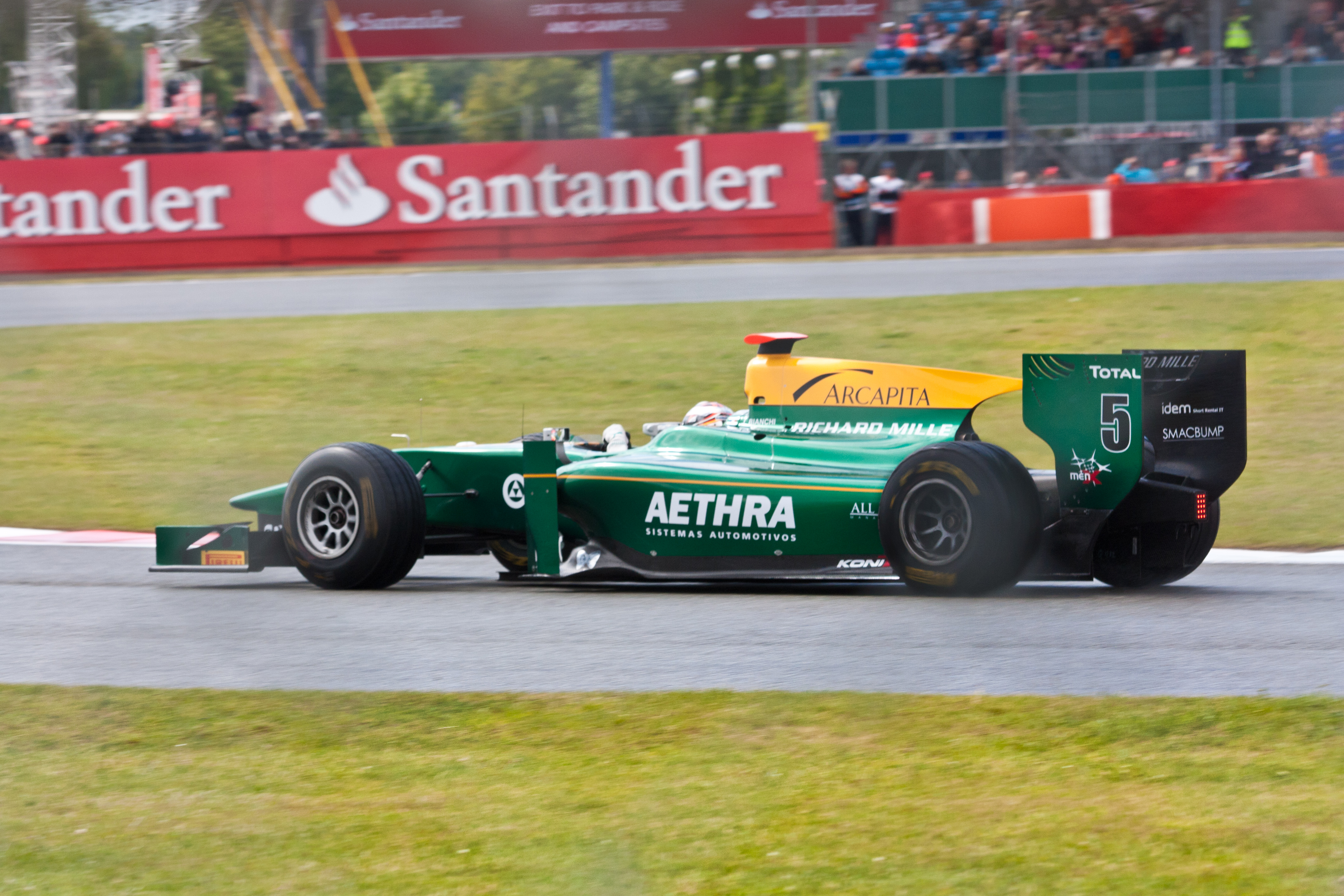
Bianchi en GP2 Series.

Bianchi comenzó el año 2010 con ART Grand Prix, en la GP2 Asia Series en su primera carrera logró el tercer puesto y una pole position. En la temporada europea de la GP2, logró cuatro podios y resultó tercero por detrás de Pastor Maldonado y Sergio Pérez. En la temporada 2011 de la GP2 terminó nuevamente tercero, finalizando a un solo punto del subcampeón Luca Filippi aunque lejos del puntaje de Romain Grosjean.
En 2012 retrocedió a Fórmula Renault 3.5 con el equipo Tech 1. Con dos victorias y ocho podios en 17 carreras, fue subcampeón por detrás de Robin Frijns.

### Fórmula 1

#### Piloto reserva en Scuderia Ferrari (2011)
El 2 de diciembre del 2010 hizo unas pruebas en Jerez con Ferrari. Días después, el equipo italiano lo señaló como futura promesa, contratándolo como piloto reserva para 2011. El joven piloto francés empezó a formar parte de la Ferrari Drive Academy tras firmar un contrato a largo plazo.

#### Piloto reserva en Force India (2012)
En 2012 fue cedido a Force India, nuevamente en calidad de piloto reserva. Bianchi vivió su primera experiencia oficial al volante de un F1 con el Force India VJM05 en los entrenamientos libres del GP de China. También estuvo presente en los viernes de España, Valencia, Silverstone, Hockenheim, Hungría, Monza, Corea y en Abu Dabi.

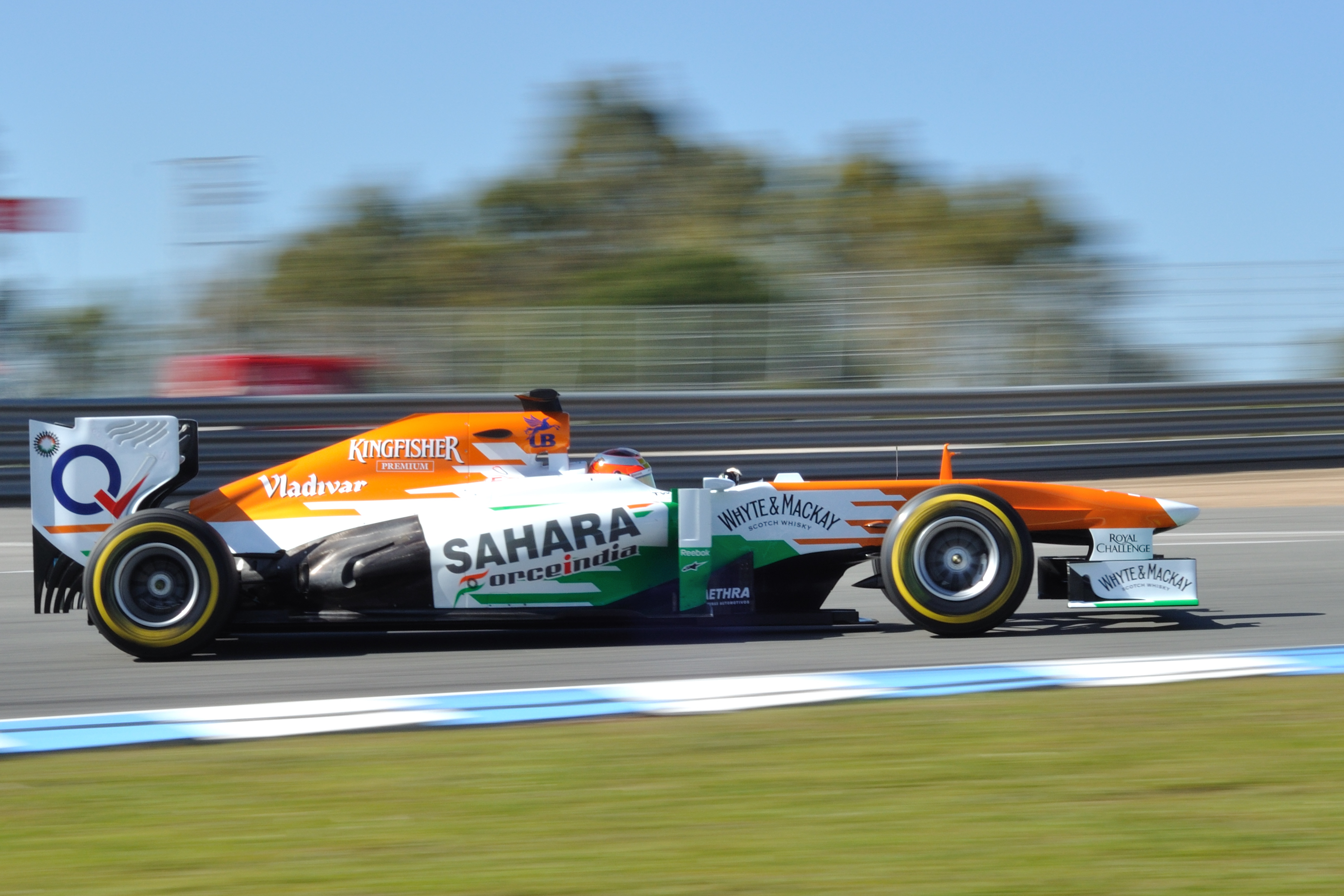
Jules en los entrenamientos de Jerez de con el Force India.

#### Marussia (2013-2014)

##### 2013
Bianchi optó a ser piloto titular de Force India en 2013, donde su contrincante al asiento era Adrian Sutil. Estuvo presente en la pretemporada con Force India, cuando aún era una incógnita el nombre del segundo piloto del equipo indio. Tras varios meses de espera, el piloto alemán fue el escogido para ser segundo piloto de la escudería india. No obstante, Bianchi finalmente encontró asiento en Marussia, donde tendrá de compañero al debutante Max Chilton y haciendo que él pudiera debutar en 2013 tras la rescisión de contrato de Timo Glock con la escudería rusa por mutuo acuerdo.
En el Gran Premio de Australia, el francés da la sorpresa y consigue clasificarse por delante de sus rivales (dentro de lo que cabe en las limitaciones del monoplaza), imponiéndose a ocho décimas de segundo de su compañero y a cuatro décimas del Sauber de Esteban Gutiérrez. En carrera consigue quedar delante de sus rivales (Charles Pic, Max Chilton y Giedo van der Garde) con una ventaja bastante amplia.
Una semana después, en Malasia, también consigue brillar en la clasificación, teniendo una ventaja de un segundo aproximadamente y quedando a 0,2 segundos por detrás del Williams del también debutante Valtteri Bottas. En carrera queda 13.º, por delante de los Caterham, resultado que le dio a su escudería el 10.º puesto del mundial y que a la postre sería definitivo.
La ventaja disminuyó en China; aunque el francés estaba clasificado en la 19.ª posición, la ventaja solo fue de 7,5 segundos, lo cual está muy bien. En carrera, fue capaz de mantener a sus rivales directos en todo momento, para poder acabar en la 15.ª posición.
Solo una semana después, en el GP de Baréin, los de Caterham logran evolucionar bien el coche, situándose por delante del Marussia en cuanto a rendimiento y Bianchi solo puede clasificarse en el 20.º puesto, por detrás de Charles Pic, a más de 0,9 segundos. En carrera, no es capaz de alcanzar al Caterham CT03 de Pic, y se tiene que conformar con haber terminado en la 19.ª posición, por delante de Max Chilton (20.º) y Giedo van der Garde (21.º).
Quedaba confirmada la mejoría de Caterham, pero la escudería rusa seguía dando guerra, pues, en la clasificación del GP de España, Bianchi se clasificó en el 20.º lugar, solo a 0,1 segundos detrás de Giedo van der Garde, que se clasificó en el 19.º puesto. Pero en carrera no pudieron plantar cara al ritmo de Charles Pic, con lo que solo pudo acabar en la 18.ª posición.
Tras dos semanas, en la ciudad del glamur, GP de Mónaco, Bianchi no pudo disputar la clasificación debido a una avería. Aunque, con el accidente de Felipe Massa en los Libres 3 y debido a la penalización de su compañero Max Chilton, tomó la salida desde el 20.º puesto. La carrera del piloto francés acabó en la vuelta 59, al sufrir un accidente.
En mes de junio, en el Gran Premio de Canadá, la historia se repitió, y esta vez fue Charles Pic el mejor de la zona baja (se clasificó el 18.º); Bianchi solo pudo lograr la 20.ª posición. En carrera todo fue mejor y el piloto de Niza logró superar a Charles Pic, acabando así en la 17.ª posición, lo que es sin duda una buena noticia para Marussia.
La escudería llegaba optimista al Gran Premio de Gran Bretaña, en Silverstone, donde Bianchi fue capaz de clasificarse en la 20.ª posición, a tan solo 0,25 centésimas aproximadamente de Charles Pic. En una carrera alocada, donde los protagonistas fueron los Pirelli y los pilotos que sufrieron pinchazos, el francés de Marussia acabó la carrera en el 16.º puesto, por detrás del francés de Caterham, a solo 5 segundos de diferencia.

##### 2014

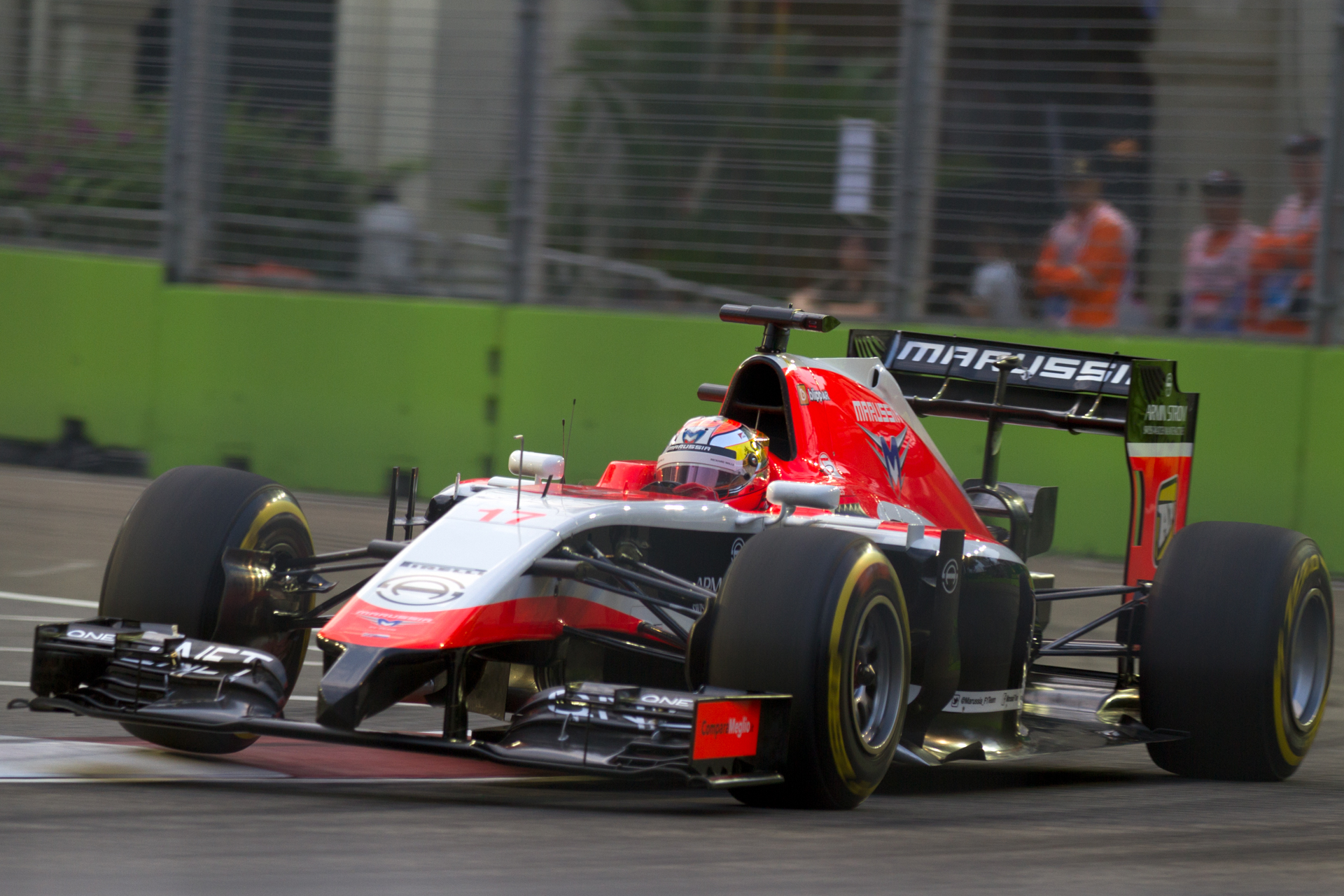
Bianchi con el Marussia MR03 de la temporada 2014 durante el GP de Singapur, última carrera que completaría antes del accidente en Japón.

El 3 de octubre de 2013, se anunció que Bianchi seguiría en Marussia en 2014.
El piloto francés tuvo en sus manos el MR03, con el último chasis presentado en los tests de Jerez de los once totales, el 30 de enero de 2014, cuando inicialmente se presentaría el 28. La solución que tuvo el equipo ruso ante los cambios reglamentarios, que modificaban drásticamente el estilo de los chasis, fue muy similar a la del equipo campeón, Red Bull y su RB10. Además, la novedad también radica en que Marussia deja de ser impulsado por motores Cosworth, y ahora lo es por motores Ferrari, lo que en la lucha de las posiciones traseras lo pondría a la par de su semejante Caterham. En la pretemporada, la actuación sería muy modesta, quedando en todas las ocasiones ubicados en los puestos medios o bajos de la tabla. El inicio de temporada para Bianchi fue de pocas aspiraciones, ya que en Australia no acabaría la carrera, pero ante los múltiples problemas, de los cuales pocos equipos estuvieron exentos, lograría clasificarse en el puesto 14.º. En Malasia de nuevo se vería acortado en sus esperanzas, pues apenas en la vuelta 8 de carrera, el auto cedería ante las fallas de freno, obligándolo a retirarse. En las siguientes tres carreras por fin podría llevar el monoplaza a la meta, manteniéndose al margen de problemas en la pista, y siendo beneficiado por los retiros de otros pilotos, y quedando adelante de su compañero de equipo, Max Chilton, en dos de estas tres jornadas.
En Mónaco, fue penalizado con cinco posiciones en el puesto de parrilla por cambiar su caja de cambios, y solo una sanción más grave al sueco Marcus Ericsson le evitó salir en el último puesto en la grilla. Con los constantes inconvenientes de carrera, que acabaron con la participación de ocho pilotos, Bianchi lleva su auto a la zona de puntos, en el 8.º, por primera vez en la temporada, por primera en vez en su trayectoria, y lo mismo para el equipo Marussia. Se le relegaría al 9.º puesto después de la carrera debido a que cumplió una penalización con el coche de seguridad en pista. Sin embargo, el francés se lleva sus primeros puntos a su cuenta personal, y lo que sin duda es determinante en el campeonato de constructores, pues no solo está superando a los de Caterham, sino también al equipo Sauber, que pasa una mala racha de fiabilidad con el C33.

#### Accidente fatal en Japón
En el Gran Premio de Japón de 2014, celebrado el 5 de octubre, sufrió un grave accidente en la vuelta 43, cuando al salir de la curva Dunlop (curva 7) perdió el control de su vehículo debido al agua, entrando en aquaplaning e impactando contra la grúa que se encontraba retirando el monoplaza de Adrian Sutil, que en la vuelta anterior se había despistado en ese mismo punto y de la misma forma que él. El impacto fue muy grave, puesto que ocurrió de forma frontal (a 126 km/h) y el coche se metió debajo de la grúa.
Lo trasladaron inconsciente en ambulancia al Hospital General de la prefectura de Mie (donde se halla Suzuka), puesto que las variaciones de presión de un posible traslado en helicóptero podrían empeorar aún más su estado. El lunes 6 de octubre de 2014, el responsable de prensa de la FIA, Matteo Bonciani, a petición de los padres del piloto, comunicó a las puertas del hospital de Yokkaichi que «el piloto se encuentra estable, pero en estado crítico». El 7 de octubre la familia informó a través de un comunicado de que Bianchi sufría una «lesión difusa axonal».
En noviembre, otro comunicado de la familia informó de que Bianchi había sido trasladado a Niza, que había salido del coma artificial y que no necesitaba ayuda para respirar, aunque todavía se encontraba en estado «crítico».
El 13 de julio de 2015, Philippe Bianchi declaró su falta de optimismo sobre el estado de salud de su hijo en una entrevista en la radio France Info, decía: “El tiempo pasa y ahora soy menos optimista que dos o tres meses después del accidente, cuando esperábamos una evolución mejor. En algún momento, necesitas darte cuenta de lo grave que es esta situación”.

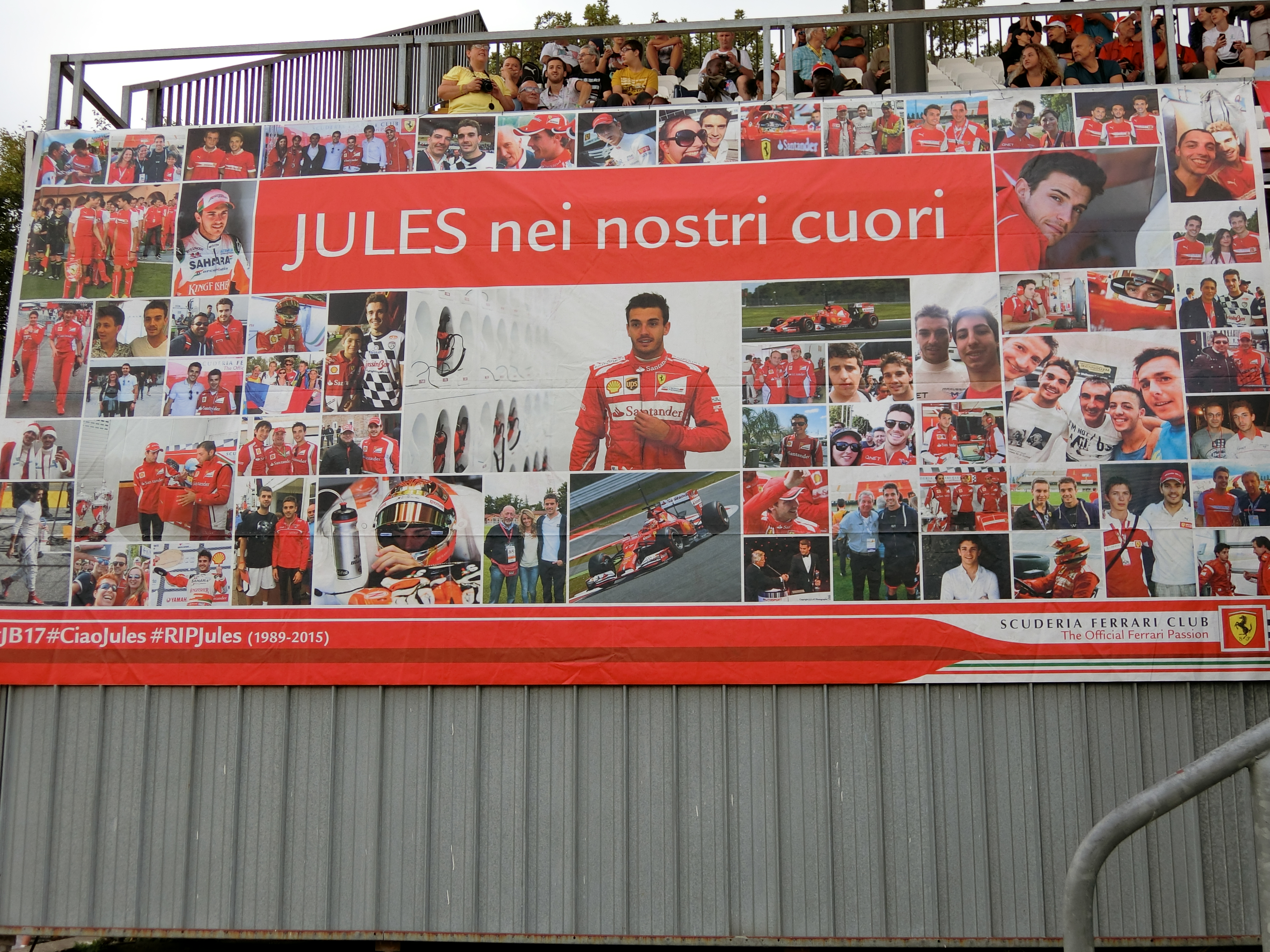
Reconocimiento a Jules en el Gran Premio de Italia de 2017.

#### Fallecimiento
Nueve meses después del accidente, en la tarde del 17 de julio de 2015, Jules Bianchi fallecía en Niza, semanas antes de cumplir 26 años.
El 21 de julio de 2015, se celebró en la catedral Sainte-Réparate de Niza, su funeral al que acudieron numerosas personalidades del mundo de Fórmula 1. Asimismo, la Federación Internacional del Automóvil (FIA) anunció que retiraría de F1 el número 17 en su honor.
Bianchi fue la primera muerte en F1 en 20 años. Las anteriores habían sido las de Roland Ratzenberger y Ayrton Senna en el Gran Premio de San Marino de 1994.

## Vida personal
Bianchi nació en Niza, Francia. Era hijo de Philippe y Christine Bianchi, y tenía dos hermanos: Tom y Mélanie. Jules Bianchi fue padrino del actual piloto de Fórmula 1 Charles Leclerc.
Fue sobrino nieto del también expiloto de Fórmula 1 Lucien Bianchi y nieto del campeón del mundo de resistencia en la categoría GT Mauro Bianchi.

## Resumen de carrera
| Temporada | Categoría                       | Equipo                     | Carreras          | Victorias         | Poles             | VR                | Podios            | Puntos            | Pos.              |
| --------- | ------------------------------- | -------------------------- | ----------------- | ----------------- | ----------------- | ----------------- | ----------------- | ----------------- | ----------------- |
| 2007      | Fórmula Renault 2.0 Francesa    | SG Formula                 | 13                | 5                 | 5                 | 10                | 11                | 172               | 1.º               |
| 2007      | Eurocopa de Fórmula Renault 2.0 | SG Formula                 | 6                 | 0                 | 1                 | 1                 | 0                 | 4                 | 22.º              |
| 2008      | Fórmula 3 Euroseries            | ART Grand Prix             | 20                | 2                 | 2                 | 2                 | 7                 | 47                | 3.º               |
| 2008      | Gran Premio de Macao            | ART Grand Prix             | 1                 | 0                 | 0                 | 0                 | 0                 | N/A               | 9.º               |
| 2008      | Masters de Fórmula 3            | ART Grand Prix             | 1                 | 1                 | 0                 | 0                 | 1                 | N/A               | 1.º               |
| 2009      | Fórmula 3 Euroseries            | ART Grand Prix             | 20                | 9                 | 6                 | 7                 | 12                | 114               | 1.º               |
| 2009      | Fórmula 3 Británica             | ART Grand Prix             | 4                 | 0                 | 2                 | 2                 | 3                 | 0                 | NC                |
| 2009      | Gran Premio de Macao            | ART Grand Prix             | 1                 | 0                 | 0                 | 0                 | 0                 | N/A               | 10.º              |
| 2009      | Fórmula Renault 3.5 Series      | SG Formula                 | 1                 | 0                 | 0                 | 0                 | 0                 | 0                 | NC                |
| 2009-10   | GP2 Asia Series                 | ART Grand Prix             | 6                 | 0                 | 1                 | 2                 | 1                 | 8                 | 12.º              |
| 2010      | GP2 Series                      | ART Grand Prix             | 20                | 0                 | 3                 | 1                 | 4                 | 52                | 3.º               |
| 2011      | GP2 Series                      | Lotus ART                  | 18                | 1                 | 1                 | 0                 | 6                 | 53                | 3.º               |
| 2011      | GP2 Asia Series                 | Lotus ART                  | 4                 | 1                 | 0                 | 1                 | 2                 | 18                | 2.º               |
| 2011      | Fórmula 1                       | Scuderia Ferrari           | Piloto de pruebas | Piloto de pruebas | Piloto de pruebas | Piloto de pruebas | Piloto de pruebas | Piloto de pruebas | Piloto de pruebas |
| 2012      | Fórmula Renault 3.5 Series      | Tech 1 Racing              | 17                | 3                 | 5                 | 7                 | 8                 | 185               | 2.º               |
| 2012      | Fórmula 1                       | Sahara Force India F1 Team | Piloto de pruebas | Piloto de pruebas | Piloto de pruebas | Piloto de pruebas | Piloto de pruebas | Piloto de pruebas | Piloto de pruebas |
| 2013      | Fórmula 1                       | Marussia F1 Team           | 19                | 0                 | 0                 | 0                 | 0                 | 0                 | 19.º              |
| 2014      | Fórmula 1                       | Marussia F1 Team           | 15                | 0                 | 0                 | 0                 | 0                 | 2                 | 17.º              |
| Fuente:   |                                 |                            |                   |                   |                   |                   |                   |                   |                   |

- † Como era piloto invitado, no sumaba puntos.

## Resultados

### Fórmula 3 Euroseries
(Clave) (negrita indica pole position) (cursiva indica vuelta rápida)

| Año  | Equipo         | 1         | 2        | 3       | 4        | 5         | 6        | 7         | 8       | 9       | 10      | 11      | 12      | 13        | 14        | 15        | 16      | 17      | 18       | 19      | 20      | Pos. | Puntos |
| ---- | -------------- | --------- | -------- | ------- | -------- | --------- | -------- | --------- | ------- | ------- | ------- | ------- | ------- | --------- | --------- | --------- | ------- | ------- | -------- | ------- | ------- | ---- | ------ |
| 2008 | ART Grand Prix | HOC 1 Ret | HOC 2 13 | MUG 1 3 | MUG 2 4  | PAU 1 Ret | PAU 2 26 | NOR 1 Ret | NOR 2 9 | ZAN 1 3 | ZAN 2 9 | NÜR 1 2 | NÜR 2 3 | BRH 1 22  | BRH 2 18  | CAT 1 Ret | CAT 2 3 | BUG 1   | BUG 2 17 | HOC 1 7 | HOC 2 1 | 3.º  | 47     |
| 2009 | ART Grand Prix | HOC 1 5   | HOC 2 3  | MUG 1   | MUG 2 14 | PAU 1     | PAU 2 3  | NOR 1     | NOR 2 1 | ZAN 1   | ZAN 2 6 | NÜR 1   | NÜR 2 5 | BRH 1 Ret | BRH 2 Ret | CAT 1     | CAT 2 5 | BUG 1 2 | BUG 2 1  | HOC 1   | HOC 2 7 | 1.º  | 114    |

### GP2 Asia Series
(Clave) (negrita indica pole position) (cursiva indica vuelta rápida puntuable)

| Año     | Escudería      | 1    | 1    | 2    | 2    | 3    | 3    | 4    | 4    | Pos. | Puntos | Ref.   |
| ------- | -------------- | ---- | ---- | ---- | ---- | ---- | ---- | ---- | ---- | ---- | ------ | ------ |
| 2009-10 | ART Grand Prix | YMC1 | YMC1 | YMC2 | YMC2 | SAK1 | SAK1 | SAK2 | SAK2 | 12.º | 8      | [ 24 ] |
| 2009-10 | ART Grand Prix |      |      | 3    | 7    | 10   | NC   | 10   | Ret  | 12.º | 8      | [ 24 ] |
| 2011    | Lotus ART      | YMC  | YMC  | IMO  | IMO  |      |      |      |      | 2.º  | 18     | [ 25 ] |
| 2011    | Lotus ART      | 1    | 8    | 3    | Ret  |      |      |      |      | 2.º  | 18     | [ 25 ] |

### GP2 Series
(Clave) (negrita indica pole position) (cursiva indica vuelta rápida puntuable)

| Año  | Escudería      | 1   | 1   | 2   | 2   | 3   | 3   | 4   | 4   | 5   | 5   | 6   | 6   | 7   | 7   | 8   | 8   | 9   | 9   | 10  | 10  | Pos. | Puntos | Ref.   |
| ---- | -------------- | --- | --- | --- | --- | --- | --- | --- | --- | --- | --- | --- | --- | --- | --- | --- | --- | --- | --- | --- | --- | ---- | ------ | ------ |
| 2010 | ART Grand Prix | BAR | BAR | MON | MON | EST | EST | VAL | VAL | SIL | SIL | HOC | HOC | BUD | BUD | SPA | SPA | MNZ | MNZ | YMC | YMC | 3.º  | 52     | [ 26 ] |
| 2010 | ART Grand Prix | Ret | 12  | 4   | 3   | Ret | 13  | 2   | Ret | 2   | 5   | 5   | 4   | Ret | DNS | 14  | Ret | 2   | 4   | 18  | 7   | 3.º  | 52     | [ 26 ] |
| 2011 | Lotus ART      | EST | EST | BAR | BAR | MON | MON | VAL | VAL | SIL | SIL | NÜR | NÜR | BUD | BUD | SPA | SPA | MNZ | MNZ |     |     | 3.º  | 53     | [ 27 ] |
| 2011 | Lotus ART      | 3   | 7   | 7   | Ret | Ret | 19  | Ret | 7   | 1   | 5   | 4   | 2   | 7   | 6   | 2   | 2   | 8   | 3   |     |     | 3.º  | 53     | [ 27 ] |

### Fórmula 1
(Clave) (negrita indica pole position) (cursiva indica vuelta rápida)

| Año     | Escudería                  | 1      | 2       | 3      | 4      | 5      | 6       | 7       | 8      | 9       | 10     | 11     | 12      | 13     | 14     | 15      | 16     | 17     | 18     | 19     | 20  | Pos. | Puntos |
| ------- | -------------------------- | ------ | ------- | ------ | ------ | ------ | ------- | ------- | ------ | ------- | ------ | ------ | ------- | ------ | ------ | ------- | ------ | ------ | ------ | ------ | --- | ---- | ------ |
| 2012    | Sahara Force India F1 Team | AUS    | MYS     | CHN TD | BHR    | ESP TD | MON     | CAN     | EUR TD | GBR TD  | GER TD | HUN TD | BEL     | ITA TD | SIN    | JPN     | RCO TD | IND    | ABU TD | USA    | BRA |      |        |
| 2013    | Marussia F1 Team           | AUS 15 | MYS 13  | CHN 15 | BHR 19 | ESP 18 | MON Ret | CAN 17  | GBR 16 | GER Ret | HUN 16 | BEL 18 | ITA 19  | SIN 18 | RCO 16 | JPN Ret | IND 18 | ABU 20 | USA 18 | BRA 17 |     | 19.º | 0      |
| 2014    | Marussia F1 Team           | AUS NC | MYS Ret | BHR 16 | CHN 17 | ESP 18 | MON 9   | CAN Ret | AUT 15 | GBR 14  | GER 15 | HUN 15 | BEL 18† | ITA 18 | SIN 16 | JPN 20† | RUS    | USA    | BRA    | ABU    |     | 17.º | 2      |
| Fuente: |                            |        |         |        |        |        |         |         |        |         |        |        |         |        |        |         |        |        |        |        |     |      |        |